# Halloween (Mélusine)
Pour les articles homonymes, voir Halloween (homonymie).
Halloween est le 8e album de bande dessinée mettant en scène le personnage de Mélusine, sorti en 2000. Les dessins sont de Clarke et le scénario de Gilson.

## Synopsis
L'album est composé de 36 gags d'une page chacun et de deux de quatre pages. La majorité a pour thème Halloween.
La dernière histoire donne son nom à l'album : Mélusine, pendant la nuit de Halloween, fait sortir les morts de terre pour qu'ils protègent les vivants contre les mauvais esprits…

## Source
- www.bedetheque.com, « Mélusine » (consulté le 18 août 2008)